# Housemeister
Housemeister, de son vrai nom Martin Boehm (né le 11 novembre 1977), est un DJ et producteur allemand de techno. Il publie également sous le pseudonyme Otherfucker. Avec Fabian Feyerabendt de Toktok, Böhm publie sous le pseudonyme On/Off, et avec Tony Planet d'Autotune sous le nom de Montagskino. Il a remixé des artistes comme Boys Noize, Zombie Nation, Paul Kalkbrenner et Modeselektor. 

## Biographie
Né en 1977 dans le nord de l'Allemagne, Boehm grandit dans un nouveau quartier de Berlin-Est. Après la chute du mur en 1989, il se consacre à l'art du graffiti et au hip-hop. À partir de 1994, il découvre la musique rave à travers des événements comme la Love Parade et le Mayday. En 1995, Boehm quitte le domicile de ses parents et fonde une colocation avec son meilleur ami dans le quartier de Kreuzberg 36. Il commence son activité de DJ et travaille dans l'entourage du label BPitch Control d'Ellen Allien à partir de 1999.
En 2002, il sort son premier EP, Wake Up !, chez BPitch Control. Après quelques autres sorties de singles, il sort son premier album Enlarge Your Dose en 2006 sur le label de Boys Noize, Boysnoize Records. La même année, Housemeister forme son propre label Allyoucanbeat avec Dirty Doering, sur lequel sort en 2008 le deuxième album de Housemeister, Who Is that Noize,.

## Discographie

### Albums studio
- 2006 : Enlarge Your Dose (Boysnoize Records)
- 2008 : Who Is That Noize (All You Can Beat)
- 2008 : Who Is That Noize Remixes (All You Can Beat)
- 2011 : Music Is Awesome (Boysnoize Records)
- 2013 : OP-1 (Boysnoize Records)
- 2013 : Game Over (The Game Boy Album) (All You Can Beat)

### Singles et EP
- 2002 : Wake Up! (BPitch Control)
- 2003 : Anti Gestern (BPitch Control)
- 2003 : Psycho (BPitch Control)
- 2004 : No.Games.No.Fun.EP! (BPitch Control)
- 2006 : Dertagdanach EP (All You Can Beat)
- 2006 : Need Kick (Boysnoize Records)
- 2007 : Radio For You EP (All You Can Beat)
- 2007 : Roadmovie EP (All You Can Beat)
- 2008 : Inordertodance EP. (All You Can Beat)
- 2008 : Who Is That Noize (Remixes Volume 1) (All You Can Beat)
- 2008 : Who Is That Noize (Remixes Volume 2) (All You Can Beat)
- 2009 : Beef Jerky (Boysnoize Records)
- 2010 : Beef Jerky 2 Premium Cuts (Boysnoize Records)
- 2011 : Music Is Awesome (Boysnoize Records)
- 2011 : Shizzo (mit Boys Noize, Boysnoize Records)
- 2013 : AYCB is Back EP (All You Can Beat)
- 2013 : Utopia EP (All You Can Beat)
- 2013 : 2000now (mit Dave Tarrida, All You Can Beat)
- 2013 : Twerk that Shit (mit Dave Tarrida, All You Can Beat)
- 2013 : AYCB Sessions (All You Can Beat)
- 2013 : Dig this EP (mit Dave Tarrida, All You Can Beat)
- 2013 : White Out EP (All You Can Beat)
- 2014 : Triggtype EP (mit Dave Tarrida, All You Can Beat)
- 2014 : Downgrade (All You Can Beat)
- 2015 : Zombie  (Boysnoize Records)
- 2015 : Ghetto Sessions (All You Can Beat)

### Remixes
- 2017 : Distorter Housemeister Remix - DJ T-1000 (AYCB)
- 2016 : Penultimat Housemeister Remix - _Unsubscrib_ (Boysnoize Records)
- 2015 : Freak Bitch DJ Housemeister Remix - DJ Deeon, Bitchin’ Camaro, Gettoblaster (Traxmen Records)